# Konotop, Horodnea
Konotop (în ucraineană Конотоп) este o comună în raionul Horodnea, regiunea Cernihiv, Ucraina, formată numai din satul de reședință.

## Demografie
Componența lingvistică a comunei Konotop
     Ucraineană (98,75%)
     Rusă (1,07%)
     Alte limbi (0,18%)
Conform recensământului din 2001, majoritatea populației comunei Konotop era vorbitoare de ucraineană (98,75%), existând în minoritate și vorbitori de rusă (1,07%).